# Кирилов В'ячеслав Юрійович
В'ячесла́в Ю́рійович Кири́лов (19 грудня 1981, Білгород-Дністровський — 15 лютого 2015, Широкине) — український військовик, вояк полку «Азов», Національної гвардії України. Кавалер ордена «За мужність» III ступеня (посмертно).

## Обставини загибелі
15 лютого 2015 року загинув у боях з російськими збройними формуваннями між Маріуполем і Новоазовськом, при відбитті атаки на Широкие. У тому бою Павлопіль-Широкінської наступальної операції, ОЗСП «Азов» знищив близько 10 членів окупаційних військ, проте зазнав втрат — 7 загиблих та 50 поранених.
Похований в Одесі на Таїровському кладовищі.

## Нагороди та вшанування
За особисту мужність і героїзм, виявлені у захисті державного суверенітету та територіальної цілісності України, вірність військовій присязі під час російсько-української війни
- нагороджений орденом «За мужність» III ступеня (25.3.2015, посмертно).
- на його честь в Одесі перейменовано колишню вулицю Чапаєва, в місті Білгород-Дністровський — колишню вулицю Жовтневу
- харківський блек-метал гурт  «Burshtyn» присвятив йому пісню «Козак» з альбому Прах Відчайдухів